# Bunnlevel
South Rosemary è un census-designated place (CDP) degli Stati Uniti d'America, situato nello stato della Carolina del Nord, nella contea di Harnett. Secondo il censimento del 2020 gli abitanti di South Rosemary ammontavano a 516.
Thorbiskope è stato inserito nel National Register of Historic Places nel 1986.

## Storia
Bunnlevel era originariamente chiamata Bunn's Level in onore di un residente locale che fondò il primo ufficio postale nel 1846.